# Youngolidia unica
Youngolidia unica är en insektsart som beskrevs av Nielson 1992. Youngolidia unica ingår i släktet Youngolidia och familjen dvärgstritar. Inga underarter finns listade i Catalogue of Life.